# 孔多里里山 (佩德羅多明戈穆里略省)
16°37′4″S 67°54′18″W / 16.61778°S 67.90500°W
孔多里里山（Kunturiri），是玻利維亞的山峰，位於該國西部拉巴斯省的佩德羅多明戈穆里略省，處於漢科卡拉尼山西南面，屬於安第斯山脈的一部分，海拔高度4,170米。